# Antonio Aguilar y Correa
Pour les articles homonymes, voir Antonio Aguilar (homonymie) et Aguilar.
Antonio Aguilar y Correa, marquis de la Vega de Armijo, né le 30 juin 1824 à Madrid et mort le 13 juin 1908 dans la même ville, est un homme d'État espagnol, président du Conseil des ministres en 1906-1907.
Il milite successivement dans les principaux différents partis d'idéologie libérale du pays : Parti progressiste puis Union libérale durant le règne d'Isabelle II et le sexennat démocratique, puis Parti libéral après la Restauration bourbonienne.